# Thomas G:son
Thomas Gustafsson (Västergötland; 25 de febrero de 1968), conocido como Thomas G:son, es un compositor y músico sueco, especialmente conocido por su implicación en el Melodifestivalen, para el que ha escrito o coescrito unas 60 canciones. Además, trece de sus canciones han llegado al Festival de la Canción de Eurovisión: cuatro por Suecia (2001, 2006 y 2012 y 2023), también cuatro por España (2007, 2012,  2015 y 2025), tres por Georgia (2013, 2015, 2016), dos por Chipre (2016 y 2017) y una por Dinamarca (2010) y Noruega (2007). Con su tema "Euphoria", la sueca Loreen venció en la edición de 2012 y convirtiéndose  en un gran éxito en toda Europa. Algo parecido sucedió con esta misma cantante en el año 2023 y su canción Tattoo que también ganó el festival en ese año

## Temas para Eurovisión

### Melodifestivalen(Suecia)
- «Natten är min vän», de Cleo Nilsson (1999), 8.ª
- «Lyssna till ditt hjärta» («Listen To Your Heartbeat») de Friends (2001). Ganadora (5.ª en Eurovisión 2001)
- «Vem é dé du vill ha?», de Kikki, Lotta & Bettan (2002), 3.ª
- «Ingenting är större än vi», de Arvingarna (2002), semifinal
- «Världen utanför», de Barbados (2002), 4.ª
- «What Difference Does It Make?», de Poets (2002), semifinal
- «Hela världen för mig», de Sanna Nielsen (2003), 5.ª
- «C'est la vie», de Hanson, Carson & Malmkvist (2004), 10ª
- «Tango Tango», de Petra Nielsen (2004), 4.ª
- «Säg att du har ångrat dig», de Anne-Lie Rydé (2004), («Långt bortom tid och rum», de Mathias Holmgren (2005)), semifinal
- «As If Tomorrow Will Never Come», de Katrina & The Nameless (2005), semifinal
- «Så nära», de Anne-Lie Rydé (2005), semifinal
- «Evighet», («Invincible»); de Carola (2006). Ganadora (5.ª en Eurovisión 2006)
- «Ge mig en kaka till kaffet», de Östen med Resten (2006), semifinal
- «Idag & imorgon», de Kikki Danielsson (2006), 10.º
- «Innan natten är över», de Kayo (2006), semifinal
- «When Loves Coming Back Again», de Jessica Folcker (2006), semifinal
- «Silverland», de Roger Pontare (2006), semifinal
- «Amanda», de Jimmy Jansson (2007), Andra Chasen
- «Samba Sambero», de Anna Book (2007), 9.ª
- «Här för mig själv», de Maja Gullstrand (2009), semifinal
- «Du vinner över mig», by Mikael Rickfors (2009), semifinal
- «Show Me Heaven», de Lili & Susie (2009), Andra Chasen
- «Thursdays», de Lovestoned (2010), (semifinal)
- «I'm In Love», de Sanna Nielsen (2011), 4.ª
- «E de fel på mig», de Linda Bengtzing (2011), 7.ª
- «Something In Your Eyes», de Jenny Silver (2011), Andra Chasen
- «Run», de Anders Fernette (2011), 8.ª (en la semifinal)
- «Euphoria», de Loreen (2012), Ganadora (1ª en Eurovisión 2012)
- «Jag reser mig igen», de Thorsten Flinck & Revolutionsorkestern (2012), 8.ª
- «Land of broken dreams», de Dynazty (2012), Andra Chasen
- «On Top Of The World», de Swedish House Wives (2013), eliminadas en la segunda semifinal
- «Alibi», de Eddie Razaz (2013), 6.ª (elimidado en la tercera semifinal)
- «In And Out Of Love», Martin Rolinski (2013), (eliminado Andra chansen)
- «Trivialitet», de Sylvia Vrethammar (2013), 7.ª (eliminada en la cuarta semifinal)
- «Tell the World I'm Here», de Ulrik Munther, 3.ª
- «Love Trigger», de J.E.M (2014)
- «If I Was God For One Day», de Andreas Weise (2015), 5.ª (en la segunda semifinal; eliminada)
- «Möt mig i Gamla stan», de Magnus Carlsson, (2015) finalista
- «Bring Out the Fire», (Andreas Weise)(2015)  Andra cahnsen
- «För din skull», de Kalle Johansson(2015) Eliminado
- "Rollercoaster" de Dolly Style (2016), eliminada en second chance.
- "One More Time" de Dinah NAH  (2017), Eliminada.
- "Wild Child" de Ace Wilder (2017), 7.ª en la Final.
- "A Million Years" de Mariette (2017), 4.ª en la Final.
- "Himel och hav" de Roger Pontare (2017), Eliminado
- "Min Dröm" de Kalle Moraeus & Orsa Spelmän (2018), Eliminado.
- "Icarus" de Emmi Christensson (2018), Eliminado.
- "Livet på en pinne" de Edward Blom (2018), Eliminado.
- "Cry" de Dotter (2018), Eliminado.
- "Ashes to Ashes" de Anna Bergendahl (2019)
- "Hello" de Mohombi (2019)
- "Chasing Rivers" de Nano (2019)
- "Mina bränder" de Zeana feat. Anis don Demina (2019)
- "Somebody Wants" de The Lovers of Valdaro (2019)

"Kingdom Come" by Anna Bergendahl (2020), 3rd place
"Ballerina" by Malou Prytz (2020), eliminated in Second-Chance Round
"Shout It Out" by Mariette (2020), 10th place
"Miraklernas tid" by Jan Johansen (2020), 7th place (Semi-final)
"Tänker inte alls gå hem" by Arvingarna (2021), 9th place
"Still Young" by Charlotte Perrelli (2021), 8th place
"Bigger Than the Universe" by Anders Bagge (2022), 2nd place
"Higher Power" by Anna Bergendahl (2022), 12th place
"Fyrfaldigt hurra!" by Linda Bengtzing (2022), 4th place (Semi-final)
"Tattoo" by Loreen (2023), TBA
"One Day" by Mariette (2023), TBA
"Släpp alla sorger" by Nordman (2023), TBA
"Mer av dig" by Theoz (2023), TBA

### Melodi Grand Prix, Noruega
- «Din hånd i min hånd», de Kikki, Lotta & Bettan (2003), 4.º
- «Anyway you want it», de Ingvild Pedersen (2003), 8.º
- «Absolutely Fabulous», de Queentastic (2006), 3.º
- «Ven a bailar conmigo», de Guri Schanke (2007). Ganadora (18.º en la Seminifinal Eurovisión 2007)
- «Rocket Ride», de Jannicke Abrahamsen (2007), 2.º
- «High on Love», de Reidun Sæther (2012), eliminada

### España
- «I love you mi vida», de D'NASH, (2007). Ganadora (20.ª en Eurovisión 2007)
- «Thinking», de Anael (2008). eliminada por votación en línea
- «Todo está en tu mente», de Coral Segovia (2008), 2.ª
- «Te prefiero», de Baltanás (2008), eliminada por votación en línea
- «Nada es comparable a ti», de Mirela (2009), 4.ª
- «Amor radical», de Rebeca (2009), eliminada por votación en línea
- «Perfecta», de Venus (2010), 4.ª
- «Recuérdame», de Samuel & Patricia (2010), 5.ª
- «En una vida», de Coral Segovia (2010), 2.ª
- «Beautiful Life», de José Galisteo (2010), 7.ª
- «Abrázame», de Lucía Pérez (2011), finalista
- «Quédate conmigo», de Pastora Soler (2012). Ganadora (10.ª en Eurovisión 2012)
- «Más (Run)», de Brequette Cassie (2014), 2.ª
- «Amanecer», de Edurne (2015). Representante por elección interna (21.ª en Eurovisión 2015)
- «Victorious», de Xuso Jones (2016), 2.ª
- «Sé Quién Soy», de Angy Fernández (2024)

### Dansk Melodi Grand Prix, Dinamarca
- «In a Moment Like This», de Chanée & Tomas N'evergreen (2010), Ganadora (4.ª en Eurovisión 2010)
- «Let Your Heart Be Mine», de Jenny Berggren (2011), 1.ª
- «25 Hours a Day», de Le Freak (2011), 4.ª
- «We own the universe», framförd av Daze. (2013), eliminada en la inal
- «Mi amore», de Tina & René (2015) 7.ª

### Malta Song For Europe, Malta
- «Ultraviolet», de Jessica Muscat, 8.ª
- «Taboo», de Christabelle. Ganadora (Eurovisión 2018)

### Euroviisut, Finlandia
- «Who Cares About A Broken Heart?», de Johanna (2002), 5.ª
- «Say You Will, Say You Won't», de Ressu (2002), 4.ª
- «I Can't Stop Loving You», de Kirsi Ranto (2004), semifinal
- «Till The End Of Time», de Arja Koriseva (2004), 10.ª

### Eirodziesma, Letonia
- «Heaven In Your Eyes», de Elina Furmane (2006), 8.ª

### Selecţia Naţională, Rumania
- «Lovestruck», de Indiggo (2007), descalificada

### Piosenka dla Europy, Polonia
- «Viva la música», de Man Meadow (2008), 3.ª
- «Love Is Gonna Get You», de Man Meadow (2009), 6.ª

### Eurosong, Bélgica
- «Addicted to you», de Tanja Dexters (2008), semifinal

### Georgia
- «Waterfall*», de Sopho Gelovani & Nodiko Tatishvili (2013) (15.ª en Eurovisión 2013)
- «"Warrior", de Nina Sublatti (2015) (11ª en Eurovisión 2015)

- «Midnight gold», de Nika Kocharov & Young Georgian Lolitaz (2016) (20.ª en Eurovisión 2016)

### Chipre
- «Alter Ego», de Minus One (2016) (21.ª en Eurovisión 2016)
- «Gravity», de Hovig (2017) (21.ª en Eurovisión 2017)

- Datos: Q3040442
- Multimedia: Thomas G:son / Q3040442